# Muhyiddin Yassin
Muhyiddin bin Haji Muhammad Yassin (n. 15 mai 1947, Muar⁠(d), Johor, Malaysia) este un politician malaezian care ocupă în prezent funcția de prim-ministru al Malaeziei. El a fost numit la 29 februarie 2020 și a depus jurământul la 1 martie 2020,  după demisia neașteptată a lui Mahathir Mohamad la 24 februarie 2020, ca parte a crizei politice din Malaezia. Muhyiddin este membru al Parlamentului pentru Pagoh, membru al Adunării Legislative a statului Johor pentru Gambir, fost vicepreședinte al Pakatan Harapan și actualul președinte al Partidului Pribumi Bersatu Malaezia. El a fost viceprim-ministru al Malaeziei din 2009 până în 2015, vicepreședinte al Barisan Nasional și vicepreședinte al Organizației Naționale a Statelor Unite ale Americii (UMNO), principalul component al coaliției Barisan Nasional (BN) din 2009 până în 2016.
Muhyiddin a crescut în statul Johor și s-a alăturat serviciului public de stat după absolvirea Universității din Malaya. El și-a asumat poziții de conducere la diverse companii de stat. În 1978, a fost ales membru al Parlamentului pentru Pagoh. În timpul mandatului său de parlamentar, a fost numit secretar parlamentar pentru ministrul afacerilor externe, ministru adjunct al teritoriilor federale și mai târziu viceministru al comerțului și industriei. În calitate de șef Johor UMNO, a fost Menteri Besar al statului din 1986 până în 1995.
El a revenit la politica federală în 1995 și a fost numit în cabinet în funcția de ministru al tineretului și sportului. El a fost numit ministru al comerțului intern și al consumatorilor după alegerile generale din 1999 și a devenit vicepreședinte al UMNO în 2000. Sub funcția de premieră a lui Abdullah Ahmad Badawi, Muhyiddin a ocupat funcția de ministru al agriculturii și industriei agro-bazate din 2004 până în 2008 și apoi ca ministru al comerțului internațional și al industriei din 2008 până în 2009.
În 2008, a contestat și a câștigat vicepreședinția UMNO și a fost numit viceprim-ministru și ministru al Educației de către primul ministru Najib Razak în 2009. Ca ministru al Educației, Muhyiddin a încheiat utilizarea limbii engleze ca mijloc de instruire pentru știință și matematică. în școlile publice. De asemenea, el a atras controverse după ce s-a descris ca fiind "primul malai" când a fost provocat de opoziție să se pronunțe ca "primul malasian". În timpul remanierii cabinetului Najib, în iulie 2015, a fost abandonat din funcția sa, marcând primul titular care a fost părăsit; în iunie 2016, el a fost expulzat din UMNO.

## Vice prim ministru
Muhyiddin a fost numit viceprim-ministru la 9 aprilie 2009, când Najib a preluat de la Abdullah Ahmad Badawi și a prezentat primul său cabinet.
Continuând ca ministru al Educației, el a anunțat decizia de a reveni la predarea matematicii și a științei în Malay în toate școlile primare și secundare ale guvernului.
Muhyiddin s-a dezbătut în controverse în martie 2010, afirmând că a fost „primul malaezian”, mai degrabă decât „primul malaezian”. El a mai spus că nu este nimic în neregulă cu alte rase care fac același lucru; de exemplu, chinezii ar putea pretinde că sunt „primul chinez, al doilea malaezian” și același lucru pentru indieni. La 13 iulie 2010, el a spus că oricine este liber să formeze o asociație, inclusiv versiunile chineze sau indiene ale grupului pentru drepturile malaeziei Perkasa. Primul ministru Najib a venit în apărarea lui Muhyiddin, negând că afirmația sa nu era în concordanță cu conceptul „1Malaysia” promovat de guvern. Prime Minister Najib came to Muhyiddin's defence, denying that his statement was inconsistent with the "1Malaysia" concept promoted by the government.
În timpul remanierii cabinetului Najib la 28 iulie 2015, el a fost abandonat din funcția de viceprim-ministru. Demiterea a avut loc după ce Muhyiddin a făcut publice și comentarii critice cu privire la manipularea de către Najib a scandalului de la Berhad Development 1Malaysia. Najib a declarat că demiterea lui Muhyiddin și demiterea contemporană a altor miniștri care au fost critici cu conducerea sa, a fost să creeze o „echipă mai unificată”. Muhyiddin a rămas vicepreședinte UMNO, dar după ce a continuat criticile față de UMNO, el a fost în cele din urmă demisionat de consiliul suprem al partidului în iunie 2016. Muhyiddin a rămas nerepusant, susținând că el nu a trădat niciodată partidul și se angajează să continue să vorbească.

## Primul ministru
La 29 februarie 2020, la o săptămână după ce țara a fost aruncată într-o criză politică, Muhyiddin a fost numit prim-ministru de către rege, după demisia bruscă a lui Mahathir Mohamad cu cinci zile înainte. Este prima persoană numită în funcție, deținând în același timp atât un parlamentar, cât și un stat.